# Grundelartige
Die Grundelartigen (Gobiiformes) sind eine Ordnung aus der Gruppe der Barschverwandten (Percomorphaceae). Es sind meist kleine, bodenbewohnend oder bodennah im Meer lebende Fische. Zu den Grundelartigen gehören weltweit etwa 2500 Arten.

## Merkmale

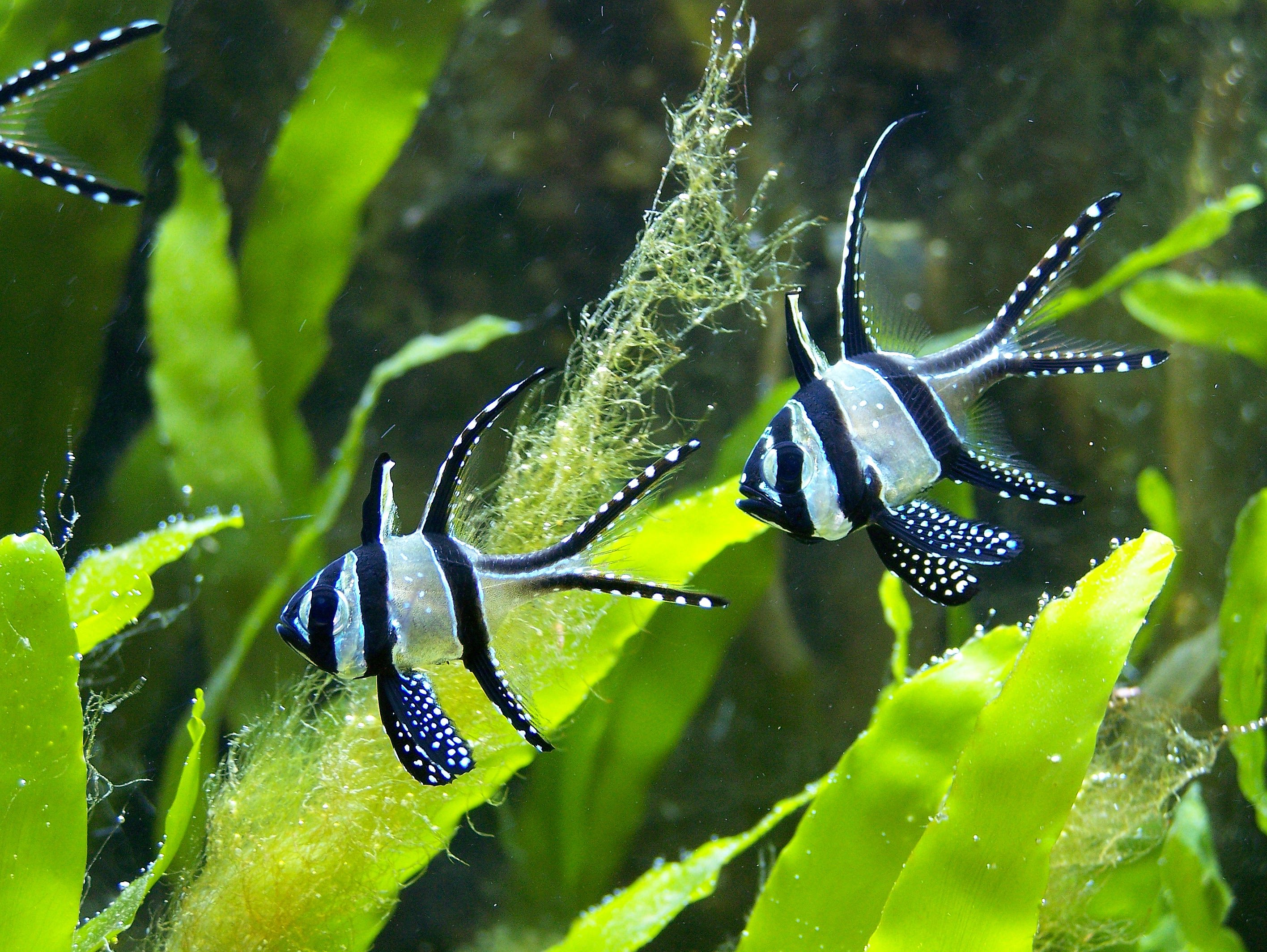
Der Kardinalbarsch Pterapogon kauderni, ein relativ naher Verwandter der Grundelartigen.

Grundelartige sind überwiegend kleine Fische, einige, z. B. die Zwerggrundel (Pandaka pygmaea) und Schindleria brevipinguis, erreichen gerade einmal eine Länge von einem Zentimeter und gehören damit zu den kleinsten Fischen und Wirbeltieren überhaupt. Der größte Grundelartige ist die Marmorgrundel (Oxyeleotris marmorata), die eine Länge von 65 cm erreichen kann. Mit Eviota sigillata gehört auch das mit einem durchschnittlichen Höchstalter von 59 Tagen kurzlebigste bekannte Wirbeltier zu den Grundelartigen.
Für die Grundelartigen sind u. a. die folgenden diagnostischen Merkmale (Synapomorphien) charakteristisch:
Die Bauchflossen der Grundelartigen sitzen weit vorn (brustständig) unterhalb der Brustflossen und sind oft zu einer tütenartigen Haftscheibe verbunden. Sie werden normalerweise von einem Flossenstachel und vier bis fünf Weichstrahlen gestützt. Fast alle Arten besitzen zwei deutlich voneinander getrennte Rückenflossen. Die erste Rückenflosse hat, wenn vorhanden, einen bis acht flexible Flossenstacheln. Parietale und Basisphenoid, zwei Schädelknochen, fehlen. Infraorbitalia fehlen oder sind nicht verknöchert, mit Ausnahme des Lacrimale (Tränenbein). Das Seitenlinienorgan ist bei allen „höheren“ Grundelartigen reduziert. Die basalen Schmerlengrundeln (Rhyacichthyidae) besitzen dagegen auf Kopf und Rumpf ein gut entwickeltes Seitenliniensystem. Die meisten Arten der Gobiiformes haben keine Schwimmblase. Die Kiemenmembranen sind normalerweise am Isthmus (an der Kehle) zusammengewachsen. Pylorusschläuche fehlen. Die Anzahl der Wirbel liegt meist bei 25 bis 35 (Ausnahmen bei einigen Wurmgrundeln und Schindleria).
Weitere Autapomorphien sind:
1. Das Cleithrum, ein paariger Deckknochen im Schultergürtel und im Becken, hat einen Intercleithralknorpel, der sich zwischen den ventralen Enden des Cleithrums befindet.
2. Lapillus und Sagitta, zwei der drei Otolithen („Ohrsteine“) auf jeder Kopfseite, haben ein deutlich verlängertes Primordium (das Gewebestadium, aus dem sich das Organ entwickelt).
3. Der Samenleiter ist gut entwickelt.
4. Im Schwanzflossenskelett  sind die Hypuralia 1 und 2 zusammengewachsen, die Hypuralia 3 und 4 sind miteinander und mit dem Urostyl verwachsen.
5. Neural- und Hämalbögen entwickeln sich als membranöse Knochen ohne knorpelige Vorstufen. Dies ist für Acanthomorpha ungewöhnlich.
6. Der erste Neuralbogen ist bei seinem frühesten Auftreten in der Ontogenese mit dem Wirbelkörper zusammengewachsen.
7. Der oberste Brustflossenstrahl gelenkt nicht mit dem Schulterblatt, sondern mit dem hinteren Rand des dorsalen (obersten) Actinost (ein Knochen an der Basis der paarigen Flossen).
8. Das Interhyale, ein Schädelknochen, gelenkt nicht an der Verbindung zwischen Symplecticum und Hyomandibulare.
9. Zwei oder weniger Infraorbitalknochen.
10. Ein Supraneurale (Praedorsale) fehlt.
11. Mit der Ausnahme von zwei Arten aus der Familie Gobiidae ist das Basibranchiale 1, ein Knochen an der Basis des Kiemenbogens, knorpelig. Dies ist auch bei den nicht näher verwandten Schildfischen (Gobiesocidae) so.

Diese Merkmalsbeschreibung gilt für die Grundelartigen i. e. S. (Gobioidei), d. h. nicht für die Sandtaucher, deren Zuordnung zu der Gruppe sich auf molekularbiologische Untersuchungen stützt und noch nicht durch morphologische Merkmale gestützt wird.

## Systematik
Traditionell wurden die Grundelartigen als Unterordnung Gobioidei zu den Barschartigen gerechnet. Heute werden die Grundelartigen als eigenständige Ordnung (Gobiiformes) aufgefasst.
Die nächsten Verwandten der Grundelartigen sind die Kurter (Kurtidae) und die Kardinalbarsche (Apogonidae). Die Verwandtschaft dieser Familien mit den Grundelartigen gründet sich vor allem auf molekularbiologische Untersuchungen.
- Ordnung Gobiiformes
  - Unterordnung Trichonotoidei
    - Familie Sandtaucher (Trichonotidae),[4] 10 Arten

  - Unterordnung Gobioidei
    - Familie Schmerlengrundeln (Rhyacichthyidae), 3 Arten
    - Familie Zahn-Schläfergrundeln (Odontobutidae), 23 Arten
    - Familie Milyeringidae,[6] 6 Arten
    - Familie Xenisthmidae,[7] 14 Arten
    - Familie Butidae (früher eine Unterfamilie der Eleotridae), 47 Arten
    - Familie Schläfergrundeln (Eleotridae), ca. 170 Arten
    - Familie Oxudercidae, Zwerggrundeln, Schlammspringerverwandte, Aalgrundeln und Lippenzahngrundeln, ca. 600 Arten
    - Familie Grundeln (Gobiidae), inklusive Pfeil- und Wurmgrundeln, „Kraemeriidae“  und Schindleria, ca. 1500 Arten
    - Familie Thalasseleotrididae,[8] 4 Arten
    - Familie † Pirskeniidae[9]